# Herb Dolska
Herb Dolska – jeden z symboli miasta Dolsk i gminy Dolsk w postaci herbu. Wizerunek herbowy pochodzi z XVI wieku.

## Wygląd i symbolika
Herb przedstawia na błękitnej tarczy wizerunek św. Michała, ubranego w złotą półzbroję, ze złotym nimbem i białymi skrzydłami przebijającego czarną dzidą czerwonego smoka. 
Symboliką swoją nawiązuje do wezwania kościoła parafialnego w mieście.